# معرف الباحث
معرف الباحث (بالإنجليزية: ResearcherID)‏ هو نظام تعريفي للمؤلفين العلمين، تم تقديم النظام في يناير 2008 من وبواسطة وكالة المعلومات تومسون رويترز، ويهدف هذا المعرف الفريد في حل مشكلة تحديد هوية الكاتب.
في الأدبيات العلمية من الشائع ذكر الأسم واللقب والأحرف الأولى من المؤلفين من مقال، في بعض الأحيان يكون هناك من الكتاب الذين يحملون نفس الاسم مع نفس الأحرف الأولى أو يكون هناك خطأ في تهجئة الأسماء في مجلة أو صحيفة، مما يؤدى للعديد من أخطاء الهجاء باسم نفس الكتاب والمؤلفين المختلفين .
على موقع ريسرشر أي دي (معرف الباحث) يطلب الكتاب ربط مقالاته مع معرفه الخاص researcher id ، وبهذه الطريقة يستطيع الكتاب المحافظة على قوائم منشوراتهم محدثة أول بأول، وبالتالي يمكن إعطاء نظرة شاملة عن الإنتاج للمؤلف الكلي، حيث أنه لا يتم فهرسة جميع المنشورات التي على شبكة الإنترنت على خدمة شبكة العلوم .
الدمج بين معرف الوثيقة الرقمي ومعرف البحث يسمح للجمع الفريد للمؤلفين والمقالات العلمية، وهذا يمكن أن يستخدم لربط الباحثون مع زملائهم وأقرانهم علميا والمتعاونين في نفس مجال البحث .
وقد إنتقد معرف البحث لكونه امتلاكي،
ولكنه أيضا تم الإشادة به لمبادرته للتصدي للمشكلة المشتركة لعدم التعرف على هوية الكتاب، وكالة طومسون رويترز مكنة تبادل البيانات بين نظامها معرف البحث وبين نظام هوية مفتوحة للباحثين والمساهمين (ORCID) والعكس بالعكس 

## روابط خارجية
- الموقع الرسمي